# 高志斌 (台灣)
高志斌（1957年11月22日—），中華民國政治人物，中华民国篮球协会副理事长。

## 生平
根据其友铭传大学传播学院助理教授杜圣聪表示，高志斌早在1980年期间就前往大陆经商往返两岸，与大陆的官僚子弟熟稔。根据其自述，他毕业于美国爱荷华州德梅因的柏林顿大学（Barrington University），曾获企业管理硕士、哲学系博士学位，而该校曾被曝光为一所未经认证的、2000年成立的私立公司、文凭工厂。之后他担任中华民国内政部全国治安民调委外评议委员、銓敘部講師、國立空中大学讲师。此外曾担任勞委會勞訓講師及第三届国民大会代表。
2018年3月11日，高志斌当选新改组的中華民國籃球協會副理事長。

## 著作
曾录制多部有声书籍，如《华夏智慧系列》、《经营自己系列》（例如《社會變遷中兩性關係---男與女的處世哲學》）、《知古鑑今系列》等。

## 争议事件
2013年，一则时任國立中央警察大學讲师的高志斌在2011年台湾节目的视频在中国大陆网站上传播。在视频中，高志斌提到，台湾人民看到大陆旅游团来台湾敢花钱，但他们只是14亿大陆人中的4,000万到5,000万人，而且可能来自大城市；而大多数大陆人民消费不起茶叶蛋、泡面。此节目内容被转载到大陆后，“大陆人吃不起茶叶蛋”的观点遭到网络上群体嘲笑。2013年11月，他接受新华社采访时，重申了之前的感受，并表示没想贬低大陆。他表示，超过一半的中国大陆农民的确消费不起茶叶蛋，但遭到更多的批评与嘲笑 。
高志斌原应邀参加2017年7月6日的苏州市工业园区演讲，经网上宣传后，大陆网民负面评论如潮。邀请高志斌演讲的保险经纪有限公司苏州分公司最终决定取消演讲。